# Mikroteknik
Mikroteknik eller mikroteknologi är ett samlingsnamn för alla tekniker som syftar till att forma strukturer i spannet 1-1000 mikrometer (en mikrometer motsvarar en miljondels meter, även skrivet 10−6 meter eller 1μm). Teknikerna uppstod i syfte att massproducera halvledarkomponenter. Sedermera har teknikerna tillämpats för utveckling och produktion av mikroelektromekaniska system (MEMS). Inom begreppet mikroteknik räknas bland annat:
- Mikrolitografi
- Djup reaktiv jonetsning